# Chiếc lá cuốn bay
Bai Mai Tee Plid Plew (tên tiếng Việt: Chiếc lá cuốn bay hay Chiếc lá bay, tên tiếng Thái: ใบไม้ที่ปลิดปลิว) là bộ phim truyền hình Thái Lan năm 2019. Bộ phim khiến người xem có được góc nhìn chân thực đầy khắc nghiệt về những số phận chuyển giới, để thấy rằng khi họ được sống thật là mình, họ có thể đã phải trải qua những đau đớn về thể xác và tinh thần tới nhường nào. Phim với sự tham gia của Pimchanok Leuwisedpaiboon và Puttichai Kasetsin.
Bộ phim còn đứng thứ ba trong top 10 bộ phim Thái Lan được tìm kiếm nhiều nhất trên Google Thái Lan năm 2019 và một trong những bộ phim phổ biến tại Châu Á. Từ khóa Chiếc Lá Cuốn Bay đứng top 6 xu hướng tìm kiếm nổi bật trên Google Việt Nam năm 2019.
Bộ phim được Việt Nam phát lại khá nhiều lần như Đài Phát thanh - Truyền hình Hà Nội (H1) (song song với hai phiên bản lồng tiếng và thuyết minh tiếng Việt) và HTV2. Tại Thái Lan, do sự ảnh hưởng của COVID-19 nên các bộ phim mới dường như phải dời lịch chiếu để nhường lại phim rating cao phát sóng khung giờ vàng. Phim được đài OneHD phát lại từ thứ hai đến thứ năm lúc 21h25.

## Nội dung
Phim xoay quanh cuộc đời bi kịch của cô nàng chuyển giới Nira (Baifern). Chananthawat từ nhỏ đã nhận thức được giới tính thật của bản thân, vì lẽ đó cậu và mẹ của mình luôn bị ông bố lăng nhăng đối xử tệ bạc và thường xuyên đánh đập. Sâu thẳm trong lòng Chananthawat luôn khao khát được sống với giới tính thật của mình và chỉ có mẹ cậu luôn yêu thương, chấp nhận cậu. Chananthawat muốn bố mình giống như người chú Chatchavee (Push), người đàn ông ấm áp luôn đứng về phía mẹ mình, chăm sóc và hiểu cho mình. Chananthawat cùng với sự ủng hộ của mẹ, đã quyết định làm một việc thay đổi cuộc đời của mình. Hai mẹ con quyết định rời khỏi nhà, bay sang Anh để Chananthawat thực hiện phẫu thuật chuyển giới, và trở thành một người phụ nữ xinh đẹp và quyến rũ tên Nira.
Tuy nhiên, mẹ cô đã qua đời trong lúc cô thực hiện phẫu thuật ở nước ngoài và từ đó, cô về nước và sống với sự giúp đỡ của bác sĩ Benjang (Aun) với tư cách là em vợ của anh ta. Trớ trêu thay, không chỉ người chú Chatchavee mà ngay cả người bố của Nira cũng say mê nhan sắc xinh đẹp của cô, mà không biết đó chính là người thân, là đứa con mà mình ruồng bỏ năm nào. Mối tình oan nghiệt này cũng trở nên càng phức tạp hơn khi Nira cũng phải lòng người chú Chatchavee. Biết được điều đó, Rungrong (Tangmo) - vợ của Chatchavee và cũng là cô của Nira luôn coi thường tình yêu của Nira và ghen tị với cô, không ngừng tìm cách hãm hại Nira.

## Diễn viên
- Pimchanok Leuwisedpaiboon vai Nira Kongsawad
- Puttichai Kasetsin vai Chatchawee Thilayotsakun - Siriwat (dượng của Nira, chồng Rungrong)
- Yuranunt Pamornmontri vai Chomthawat Siriwat (bố Nira, anh trai Rungrong)
- Pataratida Patcharawirapong (†) vai Rungrong Siriwat (cô ruột Nira, vợ Chatchawee)
- Witaya Wasukraipaisarn vai Bác sĩ Benjang Sinthu
- Keerati Mahapreukpong vai Manow
- Uan Rithoen vai Yoddoi
- Rusameekae Fagerlund vai Baitong
- Natha Lloyd vai Onsri Wanijern (trợ lý Benjang)
- Jakkrit Ammarat vai Pon (trợ lý Nira)
- Pongnirun Kantajinda vai Oat (anh Manow)
- Chutima Naiyana vai Dì Jib (trợ lý Manow)
- Jakkrit Ammarat vai chú Phol Petchjinda
- Phromphorn Yoowawed vai Ying Ingorn
- Sukarin Phaungkhemkhao vai Paeng (thợ trang điểm cho Rangrong)
- Apasiri Nitibhon vai Niramon Siriwat (mẹ Nira)
- Suppapong Udomkaewkanjana vai Nira / Chananthawat Siriwat (chưa chuyển giới - trưởng thành)
- Thankorn Kanlayawuttipong vai Nira / Chananthawat (nhỏ)
- Supakorn Kitsuwon vai Pornchai (kẻ được Rangrong thuê theo dõi Nira)
- Sombat Thirasarot (Tue) (khách mời)

## Ca khúc nhạc phim
- รักที่อยากลืม / Ruk Tee Yahk Leum - Jiew Piyanut
- ใบไม้ / Bai Mai - (ft. VieTrio) - Wichayanee Pearklin
- ลองรัก / Long Rak (Thử yêu) - Orawee Sujjanon
- หากันจนเจอ / Hah Gun Jon Jur - Gob Saovanit ft Kob Songsit (ep 3)
- รักที่อยากลืม / Ruk Tee Yahk Leum / Tình Yêu Mà Tôi Muốn Quên Đi (Viet version) - Ngân Kina
- ใบไม้ / Bai Mai / Chiếc Lá (Viet version) - Hà My

## Rating
Trong bảng xếp hạng phim truyền hình tại Thái Lan, khi tập đầu tiên phát sóng, rating trung bình chỉ là 1,5, nhưng sau tập thứ hai, rating đã tăng lên trên 2,0 và cao nhất khi đạt 2,6 ở tập 7. Xem lại trực tuyến tại Thái Lan đã có hơn 150 triệu lượt truy cập.
- Tập 1: 1.51
- Tập 2: 1.91
- Tập 3: 1.96
- Tập 4: 2.02
- Tập 5: 2.0
- Tập 6: 2.32
- Tập 7: 2.63
- Tập 8: 2.45
- Tập 9: 2.47
- Tập 10: 2.26
- Tập 11: 2.48
- Tập 12: 2.0
- Tập 13: 2.35
- Tập 14: 1.73
- Tập 15: 2.58
- Tập 16: 2.59
- Tập 17: 3.07
- Tập 18: 3.03
- Tập 19: 3.13
- Tập 20: 3.25
- Tập 21: 4.67

Trung bình: 2.5 (Tập cuối rating cao nhất Lakorn, rating thứ 2 2019)

## Giải thưởng và đề cử
| Giải                   | Hạng mục                       | Đề cử                       | Kết quả   |
| ---------------------- | ------------------------------ | --------------------------- | --------- |
| Maya Public 2019       | The Best Comeback Star         | Yuranunt Pamornmontri       | Đoạt giải |
| 7th Ganesha 2019       | Best Color Performer           | Uan Rithoen                 | Đoạt giải |
| 7th Ganesha 2019       | Outstanding Supporting Actress | Pataratida Patcharawirapong | Đoạt giải |
| LINE TV Awards 2020    | Drama/Series of the Year       |                             | Đoạt giải |
| Thai Crazy Awards 2020 | Best Actress                   | Pimchanok Leuwisedpaiboon   | Đoạt giải |
| Thai Crazy Awards 2020 | Best Series                    |                             | Đoạt giải |
| 11th Nataraj Awards    | Best Television                | Wattana Weerayawattana      | Đề cử     |
| 11th Nataraj Awards    | Best Actress                   | Pimchanok Leuwisedpaiboon   | Đoạt giải |
| 11th Nataraj Awards    | Best Director                  | Ekkasit Trakulkasemsuk      | Đề cử     |
| 11th Nataraj Awards    | Best TV series                 |                             | Đề cử     |